# Понте Одиозо (Фрозиноне)
Понте Одиозо је насеље у Италији у округу Фрозиноне, региону Лацио.
Према процени из 2011. у насељу је живело 63 становника. Насеље се налази на надморској висини од 104 м.